# Nacional AC (SP)
Der Nacional Atlético Clube ist ein Sportverein aus São Paulo, im brasilianischen Bundesstaat São Paulo. Sein Ursprung liegt im Fußball. Der Klub bietet aber auch Aktivitäten in weiteren Sportarten an.

## Geschichte
Die Gründung des Klubs steht im engen Zusammenhang mit Charles William Miller der als wesentlicher Begründer des Fußballs und des Rugbys in Brasilien gilt.
Charles Miller wurde 1874 als Sohn schottischer Einwanderer in São Paulo geboren. 1884 wurde er nach England geschickt, um in Hampshire die Schule zu besuchen. Dort lernte er, Fußball und Cricket zu spielen. Er spielte damals als Mittelstürmer sowohl für als auch gegen den Corinthian FC und St. Mary’s. 1894 kehrte er nach Brasilien zurück und begann für die São Paulo Railway Company zu arbeiten. Am 14. April 1895 fand das erste Spiel zwischen Mitarbeitern der Railway Company und der Companhia de Gás, einem Unternehmen für Gas auf einer Baulücke in Várzea do Carmo statt. Die Partie endete 4:2 für die Eisenbahner. Miller war auch die treibende Kraft hinter der Einführung des Fußballs beim 1888 als Cricket-Verein gegründeten São Paulo Athletic Club und der Liga Paulista, der ersten Fußballliga Brasiliens. Die Railway Company trug ab 1905 Spiele aus und nahm an Spielen der ersten Fußballliga von Santos teil sowie, durch einen Umzug nach São Paulo auch dort. Dadurch spielte die Railway Company in zwei Städten.
Am 16. Februar 1919 gründeten dann die São Paulo Spielenden den São Paulo Railway Atlético Clube (SPRAC). Die Klubfarben wurden Blau, Weiß und Rot und sollen an den englischen Ursprung des Fußballs erinnern. Im Gegensatz zu vielen anderen Klubs, welche ein Tier als Maskottchen wählten, wurde es, aufgrund seiner Wurzeln, ein Schaffner ausgewählt. Durch seinen Herkunft erhielt SPRAC die Spitznamen clube dos ingleses, englischer Klub, und Clube Ferroviário, Eisenbahnklub.

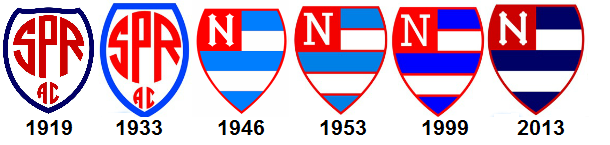
Entwicklung des Logos

Im September 1946 lief die Konzession der São Paulo Railway aus und die Bahn von der Bundesregierung übernommen wurde, musste der SPRAC umbenannt werden. Die Namensänderung in Nacional Atlético Clube fand am 23. Februar 1947 während eines Freundschaftsspiels gegen den CR Flamengo aus Rio de Janeiro im Estádio do Pacaembu statt. An diesem Tag verließen die Spieler nach der ersten Halbzeit das Spielfeld im weißen SPRAC-Trikot und kehrten nach der Pause in den Farben des Nacional Atlético Clube zurück, einem vertikal gestreiften Trikot in Blau und Weiß. Das Klublogo wurde geändert und die Farben beibehalten. Das Spiel endete 3:5 und war ein Publikumserfolg. Die Einnahmen erreichten 112.433 Cruzeiro, sehr gut für eine Zeit, als São Paulo ca. 2,2 Millionen Einwohner hatte.

## Herren Fußballmannschaft
Sein Debüt in der regionalen Meisterschaft, der Staatsmeisterschaft von São Paulo gab der SPRAC 1919 in der Campeonato da Divisão Principal (APEA), einer Art dritter Liga (heute Série A3). Hier kam es für die Mannschaft nur zu einem Spiel. Zu Gast beim Voluntários da Pátria FC verlor man mit 3:0 und schied aus. 1936 erreichte der Klub die oberste Spielklasse der Staatsmeisterschaft. Mit Ausnahme von zwei Jahren konnte man diese bis einschließlich 1959 halten. Die beste Platzierung war 1939 ein vierter Platz. Seitdem spielt der Klub, nunmehr als Nacional, in den unteren Ligen der Staatsmeisterschaft.

### Teilnahme an Fußballwettbewerben
| Wettbewerb                   | Teilnahmen                                                                    |
| ---------------------------- | ----------------------------------------------------------------------------- |
| Série C                      | 3× – 1995, 1998, 2000                                                         |
| Staatsmeisterschaft Série A  | 22× – 1936–1953, 1956–1959                                                    |
| Staatsmeisterschaft Série A2 | 44× – 1926, 1928–1929, 1935, 1960–1971, 1976–1993, 1995, 2001–2007, 2018–2019 |
| Staatsmeisterschaft Série A3 | 17× – 1919, 1924–1925, 1994, 1996–2000, 2008–2009, 2015–2017, 2020–2022       |
| Staatsmeisterschaft Série A4 | 6× – 2010–2014, 2023–                                                         |
| Staatspokal                  | 13× – 1999, 2001–2006, 2008, 2015–2020                                        |

### Erfolge
- Staatsmeisterschaft von São Paulo Série A3: 1994, 2000, 2017
- Staatsmeisterschaft von São Paulo Série A4: 2014

## Frauenfußball
Für Nacional trat auch eine Damenmannschaft in der entsprechenden Staatsmeisterschaft an. Ein Bestand des Teams ist nicht nachgewiesen.

### Teilnahme an Fußballwettbewerben
| Wettbewerb                  | Teilnahmen           |
| --------------------------- | -------------------- |
| Staatsmeisterschaft Série A | mind. 2× – 2020–2021 |

## Trivia
1945 stellte SPRAC mit Passarinho den Torschützenkönig der Meisterschaft. Wie auch Servílio de Jesus vom SC Corinthians erzielte er 17 Tore.
Am 1. November 1949 kam es zu einer interessanten Begebenheit im Fußball. Nacional war zu Gast beim FC São Paulo. Die Partie wurde von einem englischen Schiedsrichter Namens Snape geleitet. Beim Torschuss von Leônidas da Silva lenkte der Schiedsrichter den Ball unhaltbar ins Tor ab. Dieses Tor zum 5:0–Endstand gilt als eines der ersten bekannten Tore eines Schiedsrichter.